# Isotrias buckwelli
Isotrias buckwelli  es una especie de polilla de la familia Tortricidae. Se encuentra en Marruecos.